# Johann Vogt (Drucker)
Johann Vogt, auch Johannes Vogt, Johann Voigt oder Johann Vogd (geboren vor 1600; gestorben 1625 in Goslar) war ein deutscher Drucker, der seit 1604 oder 1605 in Goslar tätig war und dort eine Druckerei für Kalender gründete. Aus der Zeit von 1605 bis 1625 sind Drucke aus seiner Offizin bekannt.

## Leben
Seine Herkunft ist unbekannt, die Bürgerrechte der Stadt Goslar wurden ihm von 1608 erteilt. In seiner Druckerei wurden Werke der unterschiedlichsten, auswärtigen Verlage gedruckt, so arbeitete er beispielsweise bis 1624 für die Gebrüder Johann und Heinrich Stern in Lüneburg, inklusive eines Lutherbibeldrucks aus dem Jahr 1614 mit mehreren Auflagen. Als er 1611 in einer finanziellen Notlage war, stellte er ein Gesuch für ein Darlehen über 300 Taler. Er war verheiratet, so dass nach seinem Tode seine Tochter Kunigunde (* 1603; † 15. Januar 1692) die Druckerei unter dem Namen „Johann Vogts Erben“ bis 1628 fortführen konnte. Sie heiratete in diesem Jahr den Typographen und Schriftgießer Nikolaus Duncker (1602–1671), der ein Sohn des Braunschweiger Druckers Andreas Duncker war. Dadurch ging die Druckerei auf diesen über.
Im Jahr 1649 begründete Duncker den Goslarschen Bergkalender. Nach seinem Tod am 24. März 1671 wurde die Druckerei unter dem Namen „Nikolaus Dunckers Witwe“ zunächst wieder von Vogts Tochter weitergeführt und schließlich 1676 von deren Sohn, Simon Andreas Duncker (* 1. September 1640; † 10. Juni 1708) übernommen.
Aus dem Unternehmen von Voigt ging die Firma F. A. Lattmann von Friedrich Adolf Lattmann (1872–1953) in Goslar hervor.

## Druckwerke (Auswahl)
Druckerei Johann Vogt
- Der Jüden Thalmud Fürnembster inhalt und Widerlegung In Zwey Bücher verfasset. Goslar 1607.
- Johann Eckstedt: Ein kurtze christliche Hochtzeitpredigt …: [Hochzeitspredigt auf Simon Friedrich von Koburgk, braunschweig. Oberförster, und Margarethe von Westphalen, 15.06.1600] Goslar 1607 (Einzelseiten vd17.bibliothek.uni-halle.de).
- Friedrich Hemming: Breviarium, Extract und Kern Heiliger Göttlicher Schrifft. … Theil deß Alten Testaments. Band 4: Extract deß Buchs Hiob … Außzug deß Buchs der Weißheit Salomonis. Goslar 1612 (vd17.bibliothek.uni-halle.de – Abbildung des Titelblattes).
- Foloibibel. Goslar 1614 bis 1618. (Mehrere Ausgaben in Niedersächsischer, Saßischer, Obersächsischer und Hochdeutscher Sprache)
- Andreas Günther: Alter vnd Newer Schreib-Calender, Auff das Jahr der gnadenreichen Geburt Jesu Christi MDCXIX. Goslar 1619.

Druckerei Johann Vogt Erben
- Reliquiae Nuptiarum in Cana, Das ist: Heilige Brosahmen/ so auff der wunderreichen Hochzeit zu Cana in Galilaea ubergeblieben/ und uns vom Evangelisten Sanct Johanne in der Geistlichen Speisekammer seines Evangelii am 2. Capitel auffgehoben/ zur täglichen Seelenspeise hinterlassen seynd. Goslar 1627.

Druckerei Nikolaus Dunckers Witwe
- Johann Philipp Hahn: Alter und Neuer Nachdencklicher Schreibe-Calender und Practica auff das Jahr … M.DC.LXXIV. Goslar 1674 (urn:nbn:de:urmel-96565975-5894-4c1c-ba1a-c154efdb78fa7-00185670-017 VD17)